# 坪内勝定
坪内 勝定（つぼうち かつさだ）は、室町時代から江戸時代にかけての武将。本姓は藤原。通称藤七郎。織田家臣。尾張国松倉城主。

## 人物
永正13年（1516年）に尾張国の武士・坪内友定の子に生まれる。藤原利仁流富樫氏族坪内氏の正式な四代目当主。別名富樫勝定。織田信長に仕えた。一部の資料には坪内為定の子とされているが、坪内為定は勝定の兄である。母は坪内又五郎の娘で、その一族・坪内昌家の娘を妻とした。また、生駒右近の妹とも縁組していたとされ、この妻との間に生まれた長女が坪内光景の室とされる。坪内光景は前野宗康の次男で本名は前野長康であるとも言われている。光景は勝定の子であるといわれていたが、これは光景が勝定の娘を妻にして養子になったのが後世になって誤認されたためとされる。勝定と光景は12歳差であることなどから、光景と勝定が実の親子であったとは考えにくい。今後の研究を必要とする。
永禄2年（1559年）、拾阿弥を斬殺して罪に問われていた前田利家を庇い、自らの松倉城にしばらく匿ったという。永禄9年（1566年）、尾張国葉栗郡松倉城にいた勝定は、木下藤吉郎（後の豊臣秀吉）から墨俣築城の一件で相談を受ける。兄・為定やその養父・前野時氏（忠勝）と話し合った結果、蜂須賀正勝率いる尾張国の土豪の蜂須賀党の協力を得るべきだという意見で一同一致する。蜂須賀党のいる宮後城を訪ねに行ったのは、藤吉郎と弟・木下小一郎、前野時氏、勝定と嫡男の坪内利定らで、正勝は勝定らの願いを受け入れ、墨俣築城に協力することを承諾した。信長による美濃攻略が終わってからも嫡男の利定とともに織田家で活躍し、信長の死後はは現役で活躍したとも隠居したともいわれている。
慶長14年（1609年）1月10日、享年94歳で亡くなった。勝定の生きた時代ではかなりの長生きであった。それに続くかのように嫡男・利定も翌年の慶長15年（1610年）に亡くなっている。坪内家は、江戸幕府の旗本として幕末まで御家が存続する。

## 氏族
坪内氏は藤原利仁と輔世王女の息子の藤原叙用の後裔の加賀国守護で安宅の関の関守の富樫左衛門泰家の子の富樫長泰（庄九郎、藤三郎）の継嗣である富樫親泰（庄次郎光忠）の後裔で為定の父である坪内頼定（時定）を始祖とする。坪内頼定は加賀国富樫郷より尾張国に赴き、犬山織田家に仕え、松倉城（現在は城跡を示す碑のみがある）を築城し城主となり始めて正式に坪内氏を称す。

## 系譜
- 祖父：坪内基定
- 実父：坪内頼定
- 養父：坪内為定
- 兄：坪内友定
- 兄：坪内為定
- 弟：坪内重定
- 正室：坪内昌家娘
  - 男子：坪内利定
  - 男子：坪内守定

- 側室：生駒右近娘
  - 女子：坪内光景正室

- 側室：前野長義娘
  - 男子：前野澄定
  - 男子：前野定時
  - （男子：坪内光景？）

- 孫：坪内家定
- 孫：前野辰定